# 純潔
純潔（じゅんけつ、英: chastity）とは、精神的な節制を保つこと。とりわけ男女関係において結婚によって配偶者になった者以外との性的関係が無い状態を指す。純潔の状態を道徳的見地から維持することを貞操（ていそう）と呼ぶ。

## 概要

### 西洋
西洋においては、家父長的なローマ法的な思想とユダヤ教に由来するとされるキリスト教的な思想が融合した中世において男女、とりわけ女性に対して極めて強い貞操観念がキリスト教会を中心に展開された。本来、ローマ法における女性への貞操観念の強制は土地や財産の権利を巡る社会的な理由を要因としており、一方キリスト教の貞操観念も必ずしも強調されたものではなく、イエスの言行の中でも純潔・貞操について語ったことが知られているのは、天国に行くために宦官になって性的行為を一切たった男の話をした件（『マタイ伝』19:10-12）のみで、初期キリスト教においては、やもめの再婚に批判的であったこと程度であった。それが中世になると、原罪の根源が「イブの犯した罪＝女性の「性」」とされ、夫婦の営みそのものが宗教による監視の対象とされていった。女性に対して強い貞操観念を求める動きは近代になっても形を変えて継承され、第二次世界大戦後の女性解放運動による異議申し立てまで社会通念として定着していた。

### 日本
古代の日本では原則的には対偶婚・一夫一妻であったが、儒教における姦通批難にもかかわらず男女ともに貞操観念が希薄であった。10世紀ごろから対偶婚が単婚へと変質して姦通が非難されるようになる。だが、「家」の存続・「家」と「家」の結びつきを口実として妻には夫の跡継ぎを生むことが義務付けられ、妻の姦通には重い罰が与えられる一方、夫の性は自由で側室を持ったり買春を行うことも後継者を得ることを目的として許容されるようになった。武家法は姦通に対する刑罰が重く、『御成敗式目』では姦夫・姦婦ともに所領の半分が没収されるか流罪、『塵芥集』では死刑、『公事方御定書』では姦通した妻は死罪とされただけでなく相手の男を夫が自分の妻ごと殺害する「妻敵討」が合法化されて人妻との間の艶書（恋文）をやり取りすることすら、重罪とされた。もっとも、ここまで厳格だったのは武士階級の話であり、庶民にまで徹底されたわけではなかった。この風潮は家制度が庶民にまで及んだ明治以後も弱まることなく、むしろ西洋の貞操観念と結びついて強化された。例えば、民法では貞操義務は妻のみに課され、刑法の姦通罪は妻のみに適用された。また、未婚の女性の純潔を意味する「処女」が重んじられるようになり、女子教育の場でも良妻賢母の要件として「貞操は命に代えても守らなければならないもの」とされ、各地で処女会も結成された。ところが、大正期に女性解放の声が高まると貞操観念への批判が高まり、貞操観念を許容する女性活動家の間でも、夫の貞操義務を求める意見が出された。こうした中で1927年（昭和2年）5月17日に大審院が夫の貞操義務の存在を認める判断を下したことが世間に大きな衝撃を与えた。第二次世界大戦後の民法改正で貞操義務が夫婦ともに平等にあることが確認され（民法第770条第1項）、刑法改正で姦通罪が廃止された。